# Taylor (Dakota del Nord)
Taylor è un centro abitato (city) degli Stati Uniti d'America, situato nella Contea di Stark, nello Stato del Dakota del Nord. Nel censimento del 2000 la popolazione era di 150 abitanti. La città è stata fondata nel 1882. Appartiene all'area micropolitana di Dickinson.

## Geografia fisica
Secondo i rilevamenti dell'United States Census Bureau, la località di Taylor si estende su una superficie di 1,30 km², tutti occupati da terre.

## Popolazione
Secondo il censimento del 2000, a Taylor vivevano 150 persone, ed erano presenti 44 gruppi familiari. La densità di popolazione era di 116 ab./km². Nel territorio comunale si trovavano 83 unità edificate. Per quanto riguarda la composizione etnica degli abitanti, il 100% era bianco.
Per quanto riguarda la suddivisione della popolazione in fasce d'età, il 22,0% era al di sotto dei 18, il 6,7% fra i 18 e i 24, il 19,3% fra i 25 e i 44, il 29,3% fra i 45 e i 64, mentre infine il 22,7% era al di sopra dei 65 anni di età. L'età media della popolazione era di 46 anni. Per ogni 100 donne residenti vivevano 80,7 maschi.